# Stenostygnus
Genre
Stenostygnus est un genre d'opilions laniatores de la famille des Biantidae.

## Distribution
Les espèces de ce genre se rencontrent en Amérique du Sud.

## Liste des espèces
Selon World Catalogue of Opiliones (11/10/2021) :
- Stenostygnus huberi Mamani, Porto, Iglesias & Pérez-González, 2021
- Stenostygnus martensi Mamani, Porto, Iglesias & Pérez-González, 2021
- Stenostygnus pusio Simon, 1879

## Publication originale
- Simon, 1879 : « Essai d'une classification des Opiliones Mecostethi. Remarques synonymiques et descriptions d'espèces nouvelles. Première partie. » Annales de la Société Entomologique de Belgique, vol. 22, p. 183–241 (texte intégral).